# Jules Hansen
Jens Julius "Jules" Hansen, född 1828, död 1908, var en dansk diplomat, jurist och journalist.
Hansen sändes i mars 1864 av en privat patriotisk krets till Paris för att vinna fransk press och politik för Danmarks sak. Trots svåra yttre förhållanden och starkt motstånd från vissa danska regeringskretsar lyckades Hansen genom sin hänförelse, slughet och energi skapa och upprätthålla ett levande franskt intresse för den dansk-slesvigska frågan, liksom han också vid upprepade kongresser med Bismarck oktober 1864-1870 med klokhet och inte utan framgång drev nödvändigheten av Slesvigs delning. Pragfredens §5 (1866) måste i huvudsak tillskrivas Hansens verksamhet. 1870 trädde han i fransk diplomatisk tjänst och medverkade efter upphävandet av §5 1878 till tillkomsten av den fransk-ryska alliansen 1894. Hansen har skildrat sitt diplomatiska liv i egna skrifter.